# Аль-Туми, Рашед
Рашед Аль-Туми (мальт. Rashed Al-Tumi; 4 октября 2000, Мальта) — мальтийский футболист, вратарь сборной Мальты и клуба «Слима Уондерерс».

## Карьера
Воспитанник «Палермо». Начинал свою карьеру в низших итальянских лигах. В 2022 году вернулся на родину, где выступал за «Слиму Уондерерс». 22 июня Аль-Туми подписал контракт с молодавским «Шерифом». Дебютировал за клуб 11 июля в матче квалификационного раунда Лиги Европы против азербайджанской «Зири» (0:1).

### В сборной
Вызывался в расположение юниорских и молодежной сборных страны. За главную национальную команду Аль-Туми дебютировал 26 марта 2024 года в товарищеском матче против Беларуси (0:0).

## Достижения
- Обладатель Кубка Мальты (1): 2023/24.